# Röttenbach, Roth
Röttenbach är en kommun och ort i Landkreis Roth i Regierungsbezirk Mittelfranken i förbundslandet Bayern i Tyskland.